# Theodora von Fiedler-Wurzbach

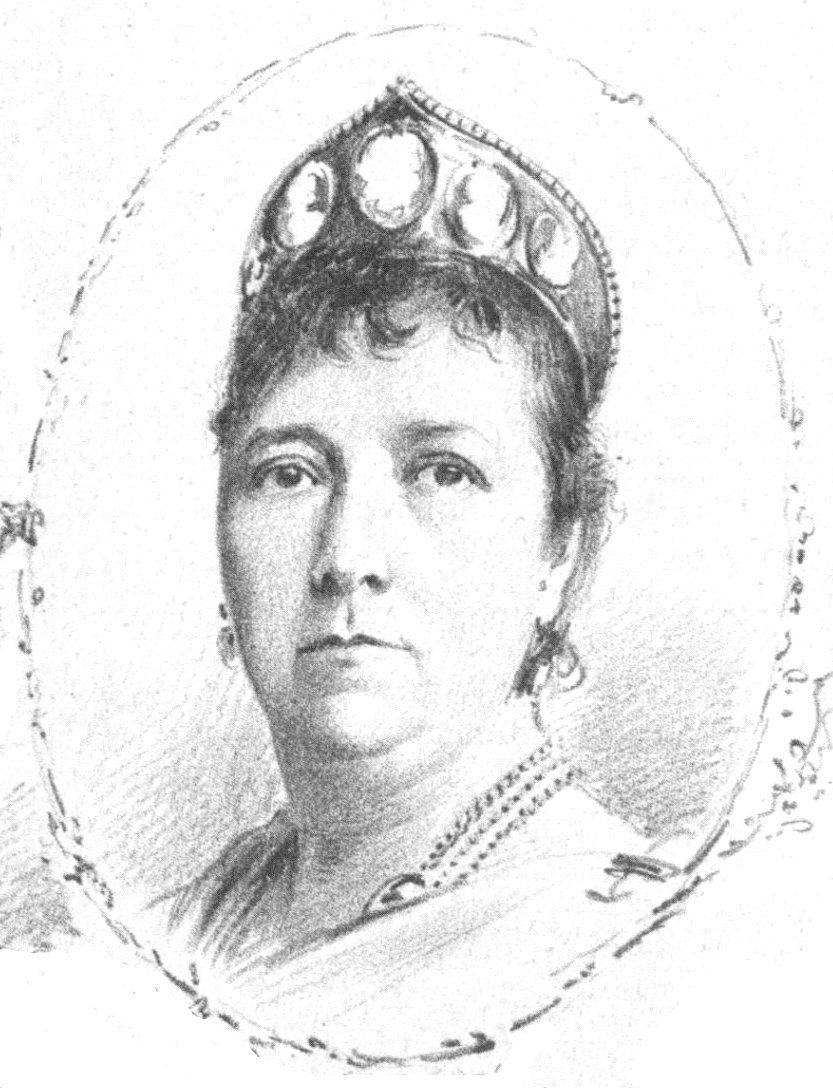
Theodora von Fiedler-Wurzbach, 1885

Theodora von Fiedler-Wurzbach (7. Februar 1847 in Lemberg – 24. Juni 1894 in Straßburg) war eine österreichische Theaterschauspielerin und Schauspiellehrerin.

## Leben
Fiedler-Wurzbach wurde als Tochter des Lexikografen Constantin von Wurzbach und der Antonie Hinzinger geboren. Ihr Bruder war der Kunsthistoriker Alfred von Wurzbach.
Sie widmete sich frühzeitig der theatralischen Karriere und debütierte 1862 als Volontärin in Prag, von Hofschauspieler Josef Wagner empfohlen, wurde sie zuerst in kleinen Partien verwendet (so Therese in Stille Wasser sind tief, Fenisa in Donna Diana, Mirza in Traum ein Leben, Emilia in Othello etc.). Hierauf ging sie zuerst ins Engagement nach Altenburg, dann nach Lübeck und ins Stadttheater am Brausenwerth in Elberfeld, bis sie endlich 1869 einem Antrag ans Hoftheater in Dessau erhielt, wo sie nahezu elf Jahre das Fach der Heldinnen und weiblichen Charakterrollen ausfüllte und eine allererste Stellung einnahm.
1874 heiratete sie den Schriftsteller Karl Fiedler, der ihr in der Folge ihrer Engagements in zahlreiche Städte folgte.
1880 kehrte wie an die Stätte ihrer künstlerischen Anfänge zurück und debütierte in Prag als Frau von der Straß (Böse Zungen), Kommerzienrätin Schlägel (Ultimo) und Thusnelda in Fechter von Ravenna und machte durch ihre intelligente, interessant charakteristische Darstellung eine so überaus günstigen Eindruck, dass man ihr sofort vorteilhaftes Engagement bot. Sie wirkte in Prag, nicht nur als anerkannte Schauspielerin von ernstem künstlerischen Streben, sondern entfaltete als Lehrerin der Deklamation und Mimik am Prager Konservatorium eine ausgebreitete dramatische Tätigkeit.
1886 schied sie aus dem Verbande des Prager Landestheaters und wurde nach vorübergehender Tätigkeit am Stadttheater in Brünn 1888 Mitglied des Straßburger Stadttheaters, woselbst sie bis zu ihrem am 24. Juni 1894 erfolgten Tode als hervorragende Vertreterin von Mütterrollen, in der Klassik, wie im modernen Stück wirkte. Das Straßburger Stadttheater verlor mit ihr seine beste Schauspielerin.